# Lars-Erik Nilsson
Lars-Erik Nilsson, född 1 februari 1961, är en svensk före detta friidrottare (långdistanslöpare). Han tävlade för Kils AIK, Enhörna IF och IF Fryken.